# Pseudocyclops bilobatus
Pseudocyclops bilobatus is een eenoogkreeftjessoort uit de familie van de Pseudocyclopidae. De wetenschappelijke naam van de soort is voor het eerst geldig gepubliceerd in 1977 door Dawson.